# Normanicythere leioderma
Normanicythere leioderma är en kräftdjursart som först beskrevs av Norman 1869.  Normanicythere leioderma ingår i släktet Normanicythere och familjen Hemicytheridae. Inga underarter finns listade i Catalogue of Life.